# Roemenië op de Olympische Zomerspelen 2016
Roemenië nam deel aan de Olympische Zomerspelen 2016 in Rio de Janeiro, Brazilië. De selectie bestond uit 96 atleten, actief in veertien olympische sporten. Gymnasiaste Cătălina Ponor droeg de nationale vlag tijdens de openingsceremonie. Simona Pop, die onderdeel uitmaakte van het schermteam dat goud won, droeg de vlag tijdens de sluitingsceremonie.
In totaal won de Roemeense olympische ploeg vier medailles: eenmaal goud, eenmaal zilver en tweemaal brons. Sinds de Olympische Zomerspelen 1952 had Roemenië niet zo slecht gepresteerd. Het vrouwenteam met de degen won het goud na winst in de finale op het als eerste geplaatste China. Tennisdubbelspelers Horia Tecău en Florin Mergea bereikten de finale van het mannendubbeltoernooi, waarin ze verloren van de Spanjaarden Marc López en Rafael Nadal. Niet eerder won Roemenië een olympische medaille in de tennissport.
Oorspronkelijk won Roemenië vijf medailles, waarvan drie brons. In oktober 2016 ontnam het internationaal olympisch comité gewichtheffer Gabriel Sîncrăian, actief in de klasse tot 85 kilogram, zijn bronzen medaille nadat hij de anti-dopingreglementen had overtreden.

## Medailleoverzicht
| Sport     | Olympiër | Onderdeel              | Medaille |
| --------- | --- | ---------------------- | -------- |
| Schermen  | Ana Maria Brânză Loredana Dinu Simona Gherman Simona Pop                                                                                          | degen team (v)         | Goud     |
| Tennis    | Florin Mergea Horia Tecău | dubbelspel (m)         | Zilver   |
| Roeien    | Mădălina Bereș Andreea Boghian Adelina Boguș Roxana Cogianu Iuliana Popa Laura Oprea Mihaela Petrilă Ioana Strungaru Daniela Druncea (stuurvrouw) | acht (v)               | Brons    |
| Worstelen | Albert Saritov | –97 kg vrije stijl (m) | Brons    |

## Deelnemers
(m) = mannen, (v) = vrouwen, (g) = gemengd

### Atletiek
| Olympiër                                                   | Discipline             | Resultaat | Prestatie                                 |
| ---------------------------------------------------------- | ---------------------- | --------- | ----------------------------------------- |
| Marius Ionescu                                             | marathon (m)           | 37e       | 2:17.27                                   |
| Alexandru Nicolae Soare                                    | marathon (m)           | 127e      | 2:31.53                                   |
| Marius Cocioran                                            | 50km snelwandelen (m)  | DNF       | DNF                                       |
| Narcis Mihăilă                                             | 50km snelwandelen (m)  | 30e       | 4:02.46                                   |
| Marian Oprea                                               | hink-stap-springen (m) | NM        | kwalificatie groep A: geen geldige poging |
| Andrei Gag                                                 | kogelstoten (m)        | 13e       | kwalificatie groep A: 6de met 20,40m      |
|                                                            |                        |           |                                           |
| Bianca Răzor                                               | 400m (v)               | 33e       | serie 5: 6de in 52,42                     |
| Claudia Bobocea                                            | 800m (v)               | 51e       | serie 2: 6de in 2.03,75                   |
| Florina Pierdevară                                         | 800m (v)               | 50e       | serie 1: 7de in 2.03,32                   |
| Ancuța Bobocel                                             | 3000m steeplechase (v) | 38e       | serie 3: 13de in 9.46,28                  |
| Sanda Belgyan Anamaria Ioniță Andrea Miklos Adelina Pastor | 4x400m (v)             | 13e       | serie 1: 7de in 3.29,87                   |
| Daniela Cârlan                                             | marathon (v)           | DNF       | DNF                                       |
| Paula Todoran                                              | marathon (v)           | 101e      | 2:48.54                                   |
| Andreea Arsine                                             | 20km snelwandelen (v)  | 45e       | 1:38.16                                   |
| Ana Veronica Rodean                                        | 20km snelwandelen (v)  | 50e       | 1:38.42                                   |
| Claudia Ștef                                               | 20km snelwandelen (v)  | 57e       | 1:41.47                                   |
| Alina Rotaru                                               | verspringen (v)        | 18e       | kwalificatie groep A: 11de met 6,40m      |
| Cristina Bujin                                             | hink-stap-springen (v) | 30e       | kwalificatie groep B: 16de met 13,38m     |
| Elena Andreea Panțuroiu                                    | hink-stap-springen (v) | 16e       | kwalificatie groep A: 8ste met 14,00m     |

### Boksen
| Olympiër     | Discipline | Resultaat | Prestatie                                          |
| ------------ | ---------- | --------- | -------------------------------------------------- |
| Mihai Nistor | +91kg (m)  | 9e        | 1ste ronde: vrij 2de ronde: V van JOR Ishaish: 1–2 |

### Gewichtheffen
| Olympiër              | Discipline | Resultaat | Prestatie                                                   |
| --------------------- | ---------- | --------- | ----------------------------------------------------------- |
| Dumitru Captari       | –77kg (m)  | DNF       | trekken: 14de met 145kg stoten: DNS                         |
| Gabriel Sîncrăian     | –85kg (m)  | DSQ       | trekken: 5de met 173 kg stoten: 1ste met 21kg totaal: 390kg |
|                       |            |           |                                                             |
| Florina-Sorina Hulpan | –69kg (v)  | DNF       | trekken: 12de met 100kg stoten: DNS                         |
| Andreea Aanei         | +75kg (v)  | 8e        | trekken: 6de met 120kg stoten: 10de met 145kg totaal: 265kg |

### Gymnastiek
| Olympiër              | Discipline               | Resultaat | Prestatie |
| Ritmisch              | Ritmisch                 | Ritmisch  | Ritmisch |
| --------------------- | ------------------------ | --------- | --- |
| Ana Luizia Filiorianu | ritmisch individueel (v) | 22e       | kwalificatie: 22ste hoepel: 21ste met 16,850 punten bal: 20ste met 16,800 punten knotsen: 22ste met 16,808 punten lint: 15de met 17,000 punten totaal: 67,458 punten                                                                        |
| Turnen                |                          |           | |
| Andrei Muntean        | brug (m)                 | 6e        | kwalificatie: 9de met 15,466 punten finale: 6de met 15,600 punten |
| Marian Drăgulescu     | rekstok (m)              | 70e       | kwalificatie: 70ste met 12,166 punten |
| Marian Drăgulescu     | vloer (m)                | 67e       | kwalificatie: 67ste met 12,800 punten |
| Marian Drăgulescu     | sprong (m)               | 4e        | kwalificatie: 5de met 15,283 punten finale: 4de met 15,449 punten |
| Andrei Muntean        | meerkamp individueel (m) | 36e       | kwalificatie: 36ste brug: 7de met 15,466 punten paard voltige: 46ste met 12,500 punten rekstok: 34ste met 13,833 punten ringen: 36ste met 13,700 punten sprong: 19de met 14,633 punten vloer: 36ste met 13,733 punten totaal: 83,865 punten |
|                       |                          |           | |
| Cătălina Ponor VO     | balk (v)                 | 7e        | kwalificatie: 5de met 14,900 punten finale: 7de met 14,000 punten |
| Cătălina Ponor VO     | vloer (v)                | 14e       | kwalificatie: 14de met 14,200 punten |

### Handbal
| Olympiër | Onderdeel | Resultaat | Prestatie |
| --- | --------- | --------- | --- |
| Gabriella Szűcs Cristina Neagu Aurelia Brădeanu Gabriela Perianu Ionica Munteanu Valentina Ardean-Elisei Oana Manea Paula Ungureanu Ana Maria Tănăsie Melinda Geiger Eliza Buceschi Florina Chintoan Patricia Vizitiu Laura Chiper | vrouwen   | 9e        | groep A: 5de V van Angola: 19-23 V van Brazilië: 13-26 W van Montenegro: 25-21 W van Spanje: 24-21 V van Noorwegen: 27-28 |

| № | Land       | Wedstrijden | Wedstrijden | Wedstrijden | Wedstrijden | Doelpunten | Doelpunten | Doelpunten | Punten |
| - | ---------- | ----------- | ----------- | ----------- | ----------- | ---------- | ---------- | ---------- | ------ |
| № | Land       | G           | W           | G           | V           | V          | T          | Saldo      | Punten |
| 1 | Brazilië   | 5           | 4           | 0           | 1           | 138        | 107        | +31        | 8      |
| 2 | Noorwegen  | 5           | 4           | 0           | 1           | 141        | 121        | +20        | 8      |
| 3 | Spanje     | 5           | 3           | 0           | 2           | 125        | 116        | +9         | 6      |
| 4 | Angola     | 5           | 2           | 0           | 3           | 116        | 128        | –8         | 4      |
| 5 | Roemenië   | 5           | 2           | 0           | 2           | 108        | 119        | –12        | 4      |
| 6 | Montenegro | 5           | 0           | 0           | 5           | 107        | 134        | –27        | 0      |

| Ronde       | Datum | Lokale tijd | MEZT           | Plaats    | Land  | Score      | Land |
| ----------- | ----- | ----------- | -------------- | --------- | ----- | ---------- | ---- |
| Groepsfase  |       |             |                |           |       |            |      |
| 6 augustus  | 19:50 | 00:50       | Rio de Janeiro | Roemenië  | 19–23 | Angola     |      |
| 8 augustus  | 16:40 | 21:40       | Rio de Janeiro | Brazilië  | 26–13 | Roemenië   |      |
| 10 augustus | 11:30 | 16:30       | Rio de Janeiro | Roemenië  | 25–21 | Montenegro |      |
| 12 augustus | 14:40 | 19:40       | Rio de Janeiro | Roemenië  | 24–21 | Spanje     |      |
| 14 augustus | 16:40 | 21:40       | Rio de Janeiro | Noorwegen | 28–27 | Roemenië   |      |

### Judo
| Olympiër         | Discipline  | Resultaat | Prestatie |
| ---------------- | ----------- | --------- | --- |
| Daniel Natea     | +100 kg (m) | 9e        | 1ste ronde: W van THA Yea-on: ippon 2de ronde: V van UZB Tangriev: ippon                                                                                                |
|                  |             |           | |
| Monica Ungureanu | –48kg (v)   | 17e       | 1ste ronde: V van BEL Van Snick: ippon |
| Andreea Chițu    | –52kg (v)   | 7e        | 1ste ronde: vrij 2de ronde: W van ESP Gómez: ippon kwartfinale: V van ITA Giuffrida: yuko herkansingen: V van BRA Miranda: ippon                                        |
| Corina Căprioriu | –57kg (v)   | 5e        | 1ste ronde: vrij 2de ronde: W van KOS Gjakova: yuko kwartfinale: W van TPE Lien: ippon halve finale: V van BRA Silva: waza-ari bronzen finale: V van POR Monteiro: yuko |

### Roeien
| Olympiër | Discipline             | Resultaat | Prestatie |
| --- | ---------------------- | --------- | --- |
| Alexandru Palamariu Cristi Ilie Pîrghie                                                                                                | twee-zonder (m)        | 12e       | serie 2: 3de in 6.51,71 halve finale 1: 6de in 6.48,17 finale B: 6de in 7.13,68                               |
| Vlad-Dragos Aicoboae Marius Vasile Cozmiuc Constantin Adam Toader-Andrei Gontarau                                                      | vier-zonder (m)        | 13e       | serie 1: 4de in 6.02,56 herkansingen: 4de in 6.39,64                                                          |
| |                        |           | |
| Gianina-Elena Beleaga Ionela-Livia Lehaci                                                                                              | lichte dubbel-twee (v) | 8e        | serie 2: 3de in 7.07,29 herkansingen: 1ste in 8.00,47 halve finale 1: 4de in 7.21,38 finale B: 2de in 7.24,61 |
| Mădălina Bereș Laura Oprea | twee-zonder (v)        | 9e        | serie 3: 5de in 7.18,16 herkansingen: 1ste in 7.55,25 halve finale 1: 4de in 7.29,20 finale B: 3de in 7.19,63 |
| Mădălina Bereș Andreea Boghian Adelina Boguș Roxana Cogianu Iuliana Popa Laura Oprea Mihaela Petrilă Ioana Strungaru Daniela Druncea S | acht (v)               | Brons     | serie 1: 3de in 6.16,24 herkansingen: 2de in 6.32,63 finale: 3de in 6.04,10                                   |

### Schermen
| Olympiër                                                    | Discipline     | Resultaat | Prestatie |
| ----------------------------------------------------------- | -------------- | --------- | --- |
| Tiberiu Dolniceanu                                          | sabel (m)      | 5e        | 1ste ronde: W van CHN Sun: 15–7 2de ronde: W van BEL van Holsbeke: 15–13 kwartfinale: V van HUN Szilágyi: 10–15           |
|                                                             |                |           | |
| Ana Maria Brânză                                            | degen (v)      | 9e        | 1ste ronde: vrij 2de ronde: W van FRA Mallo: 15–8 3de ronde: V van KOR Choi: 8–15                                         |
| Simona Gherman                                              | degen (v)      | 19e       | 1ste ronde: vrij 2de ronde: V van FRA Rembi: 10–13                                                                        |
| Simona Pop VS                                               | degen (v)      | 33e       | 1ste ronde: V van CAN MacKinnon: 10–15                                                                                    |
| Ana Maria Brânză Loredana Dinu Simona Gherman Simona Pop VS | degen team (v) | Goud      | 1ste ronde: vrij kwartfinale: W van Verenigde Staten: 24–23 halve finale: W van Rusland: 45–31 finale: W van China: 44–38 |
| Mălina Călugăreanu                                          | floret (v)     | 34e       | 1ste ronde: V van BRA Bulcão: 12–15                                                                                       |

### Schietsport
| Olympiër        | Discipline          | Resultaat | Prestatie                                                                 |
| --------------- | ------------------- | --------- | ------------------------------------------------------------------------- |
| Alin Moldoveanu | 10m luchtgeweer (m) | 19e       | kwalificatie: 19de met 622,7 punten (102,3-103,3-104,6-104,1-105,0-103,4) |

### Tafeltennis
| Olympiër                                         | Discipline    | Resultaat | Prestatie |
| ------------------------------------------------ | ------------- | --------- | --- |
| Adrian Crișan                                    | enkelspel (m) | 5e        | voorronde: vrij 1ste ronde: W van IND Kamal Achanta: 4–1 (11-8, 14-12, 9-11, 11-6, 11-8) 2de ronde: W van FRA Lebesson: 4–3 (11-4, 4-11, 11-8, 9-11, 7-11, 11-9, 12-10) 3de ronde: W van KOR Lee: 4–3 (9-11, 13-11, 5-11, 10-12, 12-10, 11-6, 13-11) 4de ronde: V van CHN Zhang: 0–4 (8-11, 9-11, 12-14, 5-11) |
| Ovidiu Ionescu                                   | enkelspel (m) | 17e       | voorronde: vrij 1ste ronde: W van IRI Alamian: 4–1 (11-7, 11-6, 11-9, 9-11, 11-4) 2de ronde: W van AUT Gardos: 4–1 (11-9, 5-11, 12-10, 16-14, 11-7) 3de ronde: V van POR Freitas: 1–4 (9-11, 11-1, 5-11, 7-11, 9-11)                                                                                           |
|                                                  |               |           | |
| Daniela Dodean                                   | enkelspel (v) | 17e       | voorronde: vrij 1ste ronde: W van IND Das: 4–0 (11-2, 11-7, 11-7, 11-3) 2de ronde: W van POL Qian: 4–1 (12-10, 11-9, 11-9, 5-11, 11-8) 3de ronde: V van JPN Fukuhara: 0–4 (5-11, 6-11, 4-11, 1-11) |
| Elizabeta Samara                                 | enkelspel (v) | 17e       | voorronde: vrij 1ste ronde: vrij 2de ronde: V van BRA Gui: 4–0 (11-6, 11-9, 11-3, 12-10) 3de ronde: V van CHN Ding: 0–4 (5-11, 8-11, 5-11, 2-11) |
| Daniela Dodean Elizabeta Samara Bernadette Szőcs | team (v)      | 9e        | 1ste ronde: V van Zuid-Korea: 2–3 |

### Tennis
| Olympiër                            | Discipline     | Resultaat | Prestatie |
| ----------------------------------- | -------------- | --------- | --- |
| Florin Mergea Horia Tecău           | dubbelspel (m) | Zilver    | 1ste ronde: W van ARG Delbonis/Durán: 6–3, 6–2 2de ronde: W van MEX González/Reyes-Varela: 6–3, 7–6 kwartfinale: W van BRA Melo/Soares: 6–4, 5–7, 6–2 halve finale: W van USA Johnson/Sock: 6–3, 7–5 finale: V van ESP López/Nadal: 2–6, 6–3, 4–6 |
|                                     |                |           | |
| Irina-Camelia Begu                  | enkelspel (v)  | 33e       | 1ste ronde:' V van JPN Hibino: 4–6, 6–3, 3–6 |
| Andreea Mitu                        | enkelspel (v)  | 33e       | 1ste ronde: V van ESP Muguruza: 2–6, 2–6 |
| Monica Niculescu                    | enkelspel (v)  | 17e       | 1ste ronde: W van PAR Cepede Royg: 6–2, 6–3 2de ronde: V van RUS Koeznetsova: w/o |
| Irina-Camelia Begu Monica Niculescu | dubbelspel (v) | 17e       | 1ste ronde: V van TPE Chan/Chan: 7–5, 4–6, 3–6 |
| Andreea Mitu Raluca Olaru           | dubbelspel (v) | 9e        | 1ste ronde: W van HUN Babos/Jani: 6–3, 6–4 2de ronde: V van RUS Makarova/Vesnina: 1–6, 4–6 |
|                                     |                |           | |
| Irina-Camelia Begu Horia Tecău      | dubbelspel (g) | 5e        | 1ste ronde: W van POL Radwańska/Kubot: 6-4, 6-7(1), 10-8 kwartfinale: V van TCH Štěpánek/Hradecká: 4-6, 5-7 |

### Wielersport
| Olympiër        | Discipline       | Resultaat | Prestatie |
| --------------- | ---------------- | --------- | --------- |
| Serghei Țvetcov | wegwedstrijd (m) | DNF       | DNF       |

### Worstelen
| Olympiër             | Discipline  | Resultaat   | Prestatie |
| Vrije stijl          | Vrije stijl | Vrije stijl | Vrije stijl |
| -------------------- | ----------- | ----------- | --- |
| Ivan Guidea          | –57kg (m)   | 11e         | kwalificatie: vrij 1set ronde: W van TUR Atli: 3–1 kwartfinale: V van BUL Dubov: 0-5                                                                                  |
| Albert Saritov       | –97kg (m)   | Brons       | kwalificatie: vrij 1ste ronde: W van MDA Ceban: 3–1 kwartfinale: V van USA Snyder: 0–3 herkansingen: W van CUB Cortina: 3–1 bronzen finale: W van GEO Odikadze: 4–0   |
|                      |             |             | |
| Alina Vuc            | –48kg (v)   | 18e         | voorronde: vrij 1ste ronde: V van IND Phogat: 0–4 |
| Grieks-Romeins       |             |             | |
| Ion Panait           | –66kg (m)   | 12e         | voorronde: V van RUS Albijev: 1–3 |
| Alin Alexuc-Ciurariu | –98kg (m)   | 5e          | voorronde: vrij 1ste ronde: W van EGY El-Said: 3–1 kwartfinale: V van ARM Aleksanjan: 0-4 herkansingen: W van ITA Timoncini: 3–0 bronzen finale: V van TUR İldem: 0–3 |

### Zwemmen
| Olympiër                                                | Discipline            | Resultaat | Prestatie                                                                   |
| ------------------------------------------------------- | --------------------- | --------- | --------------------------------------------------------------------------- |
| Norbert Trandafir                                       | 50m vrije slag (m)    | 14e       | serie 10: 6de in 22,10 halve finale 1: 7de in 21,99                         |
| Marius Radu                                             | 100m vrije slag (m)   | 38e       | serie 5: 7de in 49,57)                                                      |
| Robert Glință                                           | 100m rugslag (m)      | 8e        | serie 4: 2de in 53,51 halve finale 2: 4de in 53,34 NR finale: 8ste in 53,50 |
| Robert Glință                                           | 200m rugslag (m)      | 18e       | serie 1: 1ste in 1.57,91                                                    |
| Alin Coste Daniel Macovei Marius Radu Norbert Trandafir | 4x100m vrije slag (m) | 14e       | serie 1: 8ste in 3.17,03                                                    |
|                                                         |                       |           |                                                                             |
| Ana Iulia Dascăl                                        | 100m vrije slag (v)   | 36e       | serie 2: 5de in 58,72                                                       |

Afghanistan · Albanië · Algerije · Amerikaanse Maagdeneilanden · Amerikaans-Samoa · Andorra · Angola · Antigua en Barbuda · Argentinië · Armenië · Aruba · Australië · Azerbeidzjan · Bahama's · Bahrein · Bangladesh · Barbados · België · Belize · Benin · Bermuda · Bhutan · Bolivia · Bosnië en Herzegovina · Botswana · Brazilië · Britse Maagdeneilanden · Brunei · Bulgarije · Burkina Faso · Burundi · Cambodja · Canada · Centraal-Afrikaanse Republiek · Chili · China · Chinees Taipei · Colombia · Comoren · Congo-Brazzaville · Congo-Kinshasa · Cookeilanden · Costa Rica · Cuba · Cyprus · Denemarken · Djibouti · Dominica · Dominicaanse Republiek · Duitsland · Ecuador · Egypte · El Salvador · Equatoriaal-Guinea · Eritrea · Estland · Ethiopië · Fiji · Filipijnen · Finland · Frankrijk · Gabon · Gambia · Georgië · Ghana · Grenada · Griekenland · Groot-Brittannië · Guam · Guatemala · Guinee · Guinee‑Bissau · Guyana · Haïti · Honduras · Hongarije · Hongkong · Ierland · IJsland · India · Indonesië · Irak · Iran · Israël · Italië · Ivoorkust · Jamaica · Japan · Jemen · Jordanië · Kaaimaneilanden · Kaapverdië · Kameroen · Kazachstan · Kenia · Kirgizië · Kiribati · Kosovo · Kroatië · Laos · Lesotho · Letland · Libanon · Liberia · Libië · Liechtenstein · Litouwen · Luxemburg · Macedonië · Madagaskar · Malawi · Malediven · Maleisië · Mali · Malta · Marshalleilanden · Marokko · Mauritanië · Mauritius · Mexico · Micronesië · Moldavië · Monaco · Mongolië · Montenegro · Mozambique · Myanmar · Namibië · Nauru · Nederland · Nepal · Nicaragua · Nieuw-Zeeland · Niger · Nigeria · Noord-Korea · Noorwegen · Oeganda · Oekraïne · Oezbekistan · Oman · Oostenrijk · Oost-Timor · Pakistan · Palau · Palestina · Panama · Papoea-Nieuw-Guinea · Paraguay · Peru · Polen · Portugal · Puerto Rico · Qatar · Roemenië · Rusland · Rwanda · Saint Kitts en Nevis · Saint Lucia · Saint Vincent en Grenadines · Salomonseilanden · Samoa · San Marino · Sao Tomé en Principe · Saoedi-Arabië · Senegal · Servië · Seychellen · Sierra Leone · Singapore · Slovenië · Slowakije · Soedan · Somalië · Spanje · Sri Lanka · Suriname · Swaziland · Syrië · Tadzjikistan · Tanzania · Thailand · Togo · Tonga · Trinidad en Tobago · Tsjaad · Tsjechië · Tunesië · Turkije · Turkmenistan · Tuvalu · Uruguay · Vanuatu · Venezuela · Verenigde Arabische Emiraten · Verenigde Staten · Vietnam · Wit-Rusland · Zambia · Zimbabwe · Zuid-Afrika · Zuid-Korea · Zuid-Soedan · Zweden · Zwitserland
Individuele Olympische Atleten · Olympisch vluchtelingenteam